# Conus planorbis
Conus planorbis е вид охлюв от семейство Conidae. Възникнал е преди около 0,78 млн. години по времето на периода кватернер. Видът не е застрашен от изчезване.

## Разпространение и местообитание
Разпространен е в Австралия (Западна Австралия, Куинсланд и Северна територия), Американска Самоа, Бруней, Вануату, Виетнам, Гуам, Източен Тимор, Индонезия, Камбоджа, Кирибати, Китай (Гуандун, Гуанси, Джъдзян, Дзянсу, Фудзиен и Хайнан), Кокосови острови, Мавриций, Малайзия, Малки далечни острови на САЩ, Маршалови острови, Микронезия, Науру, Ниуе, Нова Каледония, Остров Рождество, Острови Кук, Палау, Папуа Нова Гвинея, Провинции в КНР, Реюнион, Самоа, САЩ (Хавайски острови), Северна Корея, Северни Мариански острови, Сейшели, Сингапур, Соломонови острови, Тайван, Тайланд, Токелау, Тонга, Тувалу, Уолис и Футуна, Фиджи, Филипини, Френска Полинезия, Южна Корея и Япония.
Обитава крайбрежията и пясъчните и скалисти дъна на морета, лагуни и рифове. Среща се на дълбочина от 1 до 59 m, при температура на водата от 23,6 до 28,4 °C и соленост 34,2 – 35,6 ‰.